# Rudy Markussen
Rudy Markussen (* 24. Juli 1977 in Kopenhagen, Dänemark) ist ein dänischer Profiboxer und ehemaliger Europameister der EBU im Supermittelgewicht.
Als Amateurboxer gewann er 34 von 38 Kämpfen.
1997 wurde Markussen im Alter von 20 Jahren Profi. Nach 27 siegreichen Kämpfen erhielt er schließlich am 16. November 2002 die Chance, gegen Sven Ottke (28-0) um den IBF-Weltmeistertitel im Supermittelgewicht zu boxen. Markussen verlor den Kampf jedoch nach Punkten. Doch schon in seinem nächsten Kampf im Oktober 2003, gewann er durch K. o. in der zweiten Runde gegen James Crawford (38-5) den Interkontinentalen Meistertitel der WBO im Supermittelgewicht. Knapp fünf Monate später boxte er gegen den Nordamerika-Meister Kabary Salem (23-2); der Kampf endete wertungslos, nachdem Markussen bereits in der ersten Runde durch einen unabsichtlichen Kopfstoß verletzt wurde und so nicht weiterkämpfen konnte.
Am 24. Juli 2004 gewann er durch einstimmigen Punktesieg gegen den Deutschen Danilo Häußler und wurde damit neuer Europameister im Supermittelgewicht. Am 17. Juni 2005 siegte er durch K. o. in der ersten Runde gegen Ex-Weltmeister Hacine Cherifi.
Am 14. Oktober 2006 erlitt er seine erste vorzeitige Niederlage; er verlor durch K. o. in Runde sieben gegen den Russischen Meister Sergej Tatewosjan, gewann jedoch anschließend vier Kämpfe in Folge durch K. o. und erhielt so erneut die Chance auf einen WM-Titel. Am 18. Februar 2012 boxte er gegen den Briten Brian Magee (35-4-1) um die interime Weltmeisterschaft der WBA, unterlag diesem jedoch durch K. o. in der fünften Runde.
Gegen Patrick Nielsen (27-1) verlor er im Dezember 2015 vorzeitig.